# Sauris pallidiplaga
Sauris pallidiplaga là một loài bướm đêm trong họ Geometridae.